# Єрмаков Іван Дмитрович
Іван Дмитрович Єрмаков (6 жовтня 1875, Константинополь — 1942, в'язниця Саратова, РРФСР) — російський радянський психіатр, психолог, літературознавець, перший розробник психоаналізу у СРСР.

### Біографія
Достовірних даних стосовно дитинства Єрмакова не зберіглось. Відомо, що у 1896 році він завершив першу Тифліську класичну гімназію.
Медичну освіту отримав на медичному факультеті Московського університету. Після завершення вищої освіти у 1902 році, залишився працювати на посаді штатного ординатора клініки нервової системи при університеті. Через рік підвищено до асистента психіатричної клініки при Московському університеті. У цей період життя розпочинає науково-дослідну роботу.
Під час російсько-японсської війни 1904—1905 років його призвали та направили у м. Харбін да психіатричної лікарні Червоного Хреста. Там він працював на посаді старшого ординаторного, старшого асистента та завідувачем відділом клініки. Також викладав в університеті. Перші наукові роботи Івана Дмитровича, опубліковані в «Журналі невропатології і психіатрії ім. С. С. Корсакова», відбили досвід і спостереження психіатра, що зіткнувся в своїй практиці з психопатологічними наслідками військових дій.
У 1906 році Іван Дмитрович став дійсним членом Товариства невропатологів і психіатрів. І. Д. Єрмаков успішно поєднував наукову та громадську діяльність. Був у наукових відрядженнях за кордоном (у Берліні, Парижі, Мюнхені, Берні, пізніше в Будапешті). У 1913 році Іван Дмитрович був обраний членом Паризького суспільства невропатологів і психіатрів.
21 вересня 1913 року І. Д. Єрмаков виступив перед колегами в університетській клініці з доповіддю про вчення Зігмунда Фрейда і з тих пір активно виступав як пропагандист психоаналізу і фрейдизму.
У післяреволюційні роки Іван Дмитрович став членом Ради психоневрологічного музею-лабораторії та бібліотеки професора Рибакова, перетвореного незабаром у Державний (Московський) психоневрологічний інститут.
З 1920 року І. Д. Єрмаков — професор Державного психоневрологічного інституту, в якому за підтримки А. Н. Бернштейна створив відділ психології і керував ним. При цьому відділі Іван Дмитрович організував Дитячий будинок-лабораторію, де діти вивчалися з точки зору прояву несвідомих потягів.
У 1921 році І. Д. Єрмаков організував в Державному психоневрологічному інституті науковий гурток з вивчення «психології художньої творчості психоаналітичним методом». У 1923 році І. Д. Єрмаков на базі керованого ним відділу психології Державного психоневрологічного інституту і Дитячого будинку-лабораторії «Міжнародна солідарність» організував і очолив Державний психоаналітичний інститут. Наступні два роки можна вважати «золотою ерою» психоаналізу в Росії. Однак ця ера була короткою.
14 серпня 1925 року Державний психоаналітичний інститут за постановою Ради народних комісарів був закритий. Минуло ще кілька років, і фрейдизм в СРСР був гучно затаврований як шкідливий буржуазний лжевчення (показово, що в ту ж пору в нацистській Німеччині праці З. Фрейда кидали в полум'я багать).
Але коротка пора розквіту виявилася дуже продуктивною та зазначеною величезною активністю самого професора І. Д. Єрмакова. Як директор інституту, він в 1923—1925 роках займався організацією дослідницької, терапевтичної та просвітницької роботи. Читав в інституті курс психоаналізу (для лікарів, педагогів і соціологів) і курс психотерапії, весь семінар з вивчення творчості, семінар (гурток) по гіпнології (для лікарів і студентів-медиків) і гурток з вивчення художньої творчості. Брав активну участь в амбулаторних прийомах пацієнтів.
У 1923 році Іван Дмитрович (спільно з М. В. Вульфом, Ю. В. Каннабіхом, О. Ю. Шмідтом і іншими) організував Російське психоаналітичне суспільство (РПСАО), ставши його головою і очоливши в ньому секцію психології мистецтва і літератури.
Найважливішим внеском І. Д. Єрмакова в розвиток психоаналізу стала організація їм видання серії «Психологічна та психоаналітична бібліотека», в якій з 1922 по 1925 роки були опубліковані переклади на російську мову основних робіт З. Фрейда, а також праці його послідовників. Іван Дмитрович виступив редактором серії і автором передмов до більшості книг.
Після ліквідації Державного психоаналітичного інституту (1925) Іван Дмитрович працював консультантом в московських психіатричних клініках. По суті, він був відсторонений від офіційної діяльності, але попри все продовжував психіатричну і психоаналітичну практику, займався приватним лікуванням неврозів, заїкання, алкоголізму, виступав, як уже зазначалося, консультантом в клініках Москви. Однак основна увага він продовжував приділяти головною цікавила його темі — дослідженню літератури і мистецтва з позицій психоаналізу.
У 1934—1941 роках І. Д. Єрмаков працював професором психоневрології в поліклініці по лікуванню розладів слуху та мовлення. У 1941 році працював психотерапевтом і невропатологом в Центральній поліклініці 1-го Московського медичного інституту.
У серпні 1941 року Іван Дмитрович був заарештований органами НКВС СРСР за політичним звинуваченням «в приналежності до контрреволюційної організації і антирадянської агітації». Помер в липні 1942 року в тюрмі м Саратова. У 1959 році посмертно реабілітований постановою прокуратури РРФСР. Ще багато років по тому фактично була реабілітована і його наукова позиція.

### Наукові праці
Єрмаков Іван Дмитрович створив понад 30 наукових праць з різноманітних питань психоаналізу, психотерапії і художньої творчості. Такими є: 1917 р.- « Про білу гарячку»,1923 р. — «Нариси з аналізу творчості М.Гоголя», «Етюди з психології творчості А. С. Пушкіна», 1994 р. — «Психоаналіз у Достоєвського», 1998 р.- «Психоаналіз літератури. Пушкін, Гоголь, Достоєвський» та інші.